# Інтегратор

Аналоговий інтегратор

Інтегра́тор (рос. интегратор, англ. integrator, нім. Integrator m) — 
1) обчислювальний пристрій для визначення інтегралів деяких видів. Використовується як самостійний пристрій або у обчислювальних машинах (аналогових або цифрових).
- Див. також: Інтегруюча ланка, Гідравлічний інтегратор

2) маркшейдерський прилад для побудови в камеральних умовах профілів провідників шахтних стволів по фотограмах кутів відхилень. І. — частина комплекту вимірювальної станції СИ, складається з пристосування, що підсумовує кути відхилення, стрічкопро-тяжного механізму, який робить одночасне одномасш-табне дискретне протягання фотоплівки і паперу для запису профілю; механізму сполучення марки з фото-грамою кутів відхилень і бісектора з базовою лінійкою; електроустаткування, що забезпечує автоматичне інтег-рування й автоблокування, яке усуває можливість по-вторення однієї і тієї ж операції чи підсумовування пе-реміщення фотоплівки з паперовою стрічкою. Масштаби запису профілів: поперечний 1:1; 1:2; 1:3; поздовжній 1:500. Для запису профілю використовується паперова стрічка від обчислювальних машин шириною 200 мм.